# Wahnfried

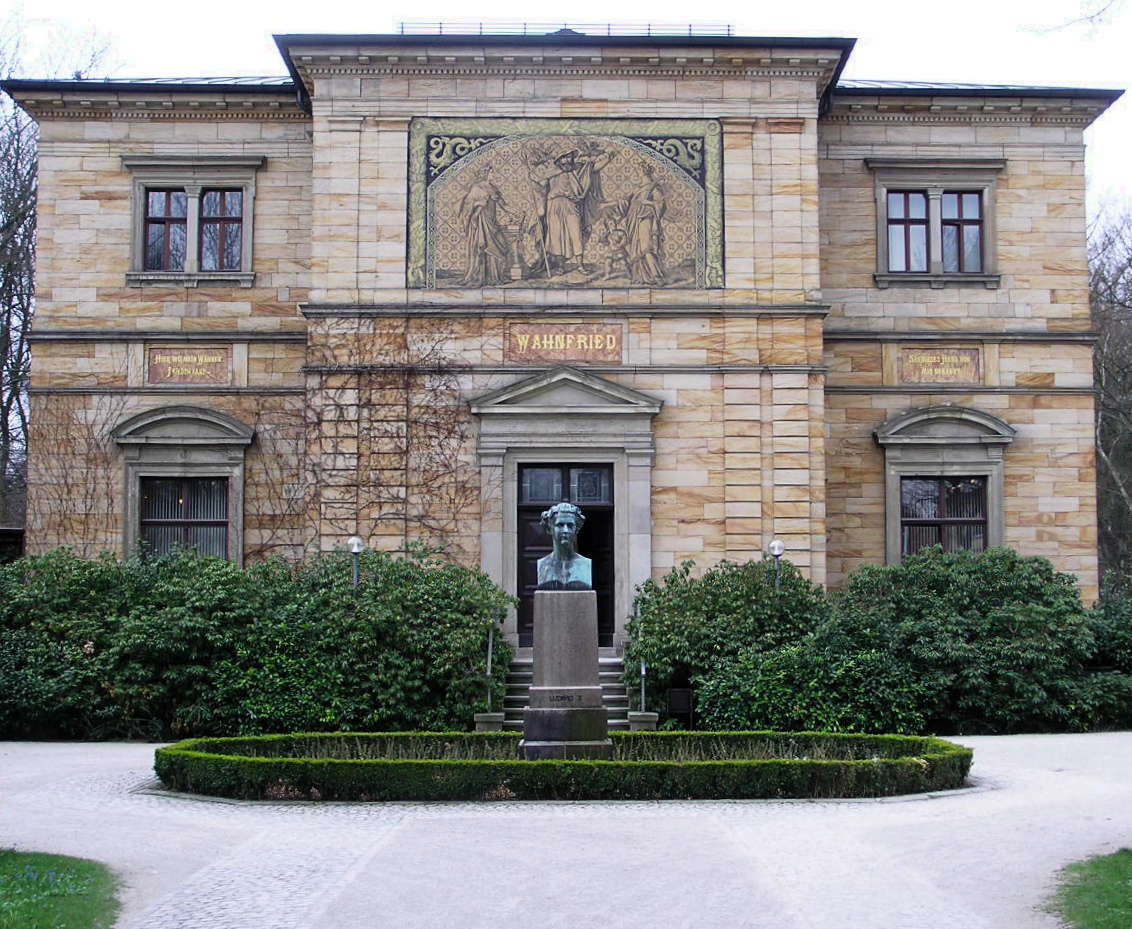

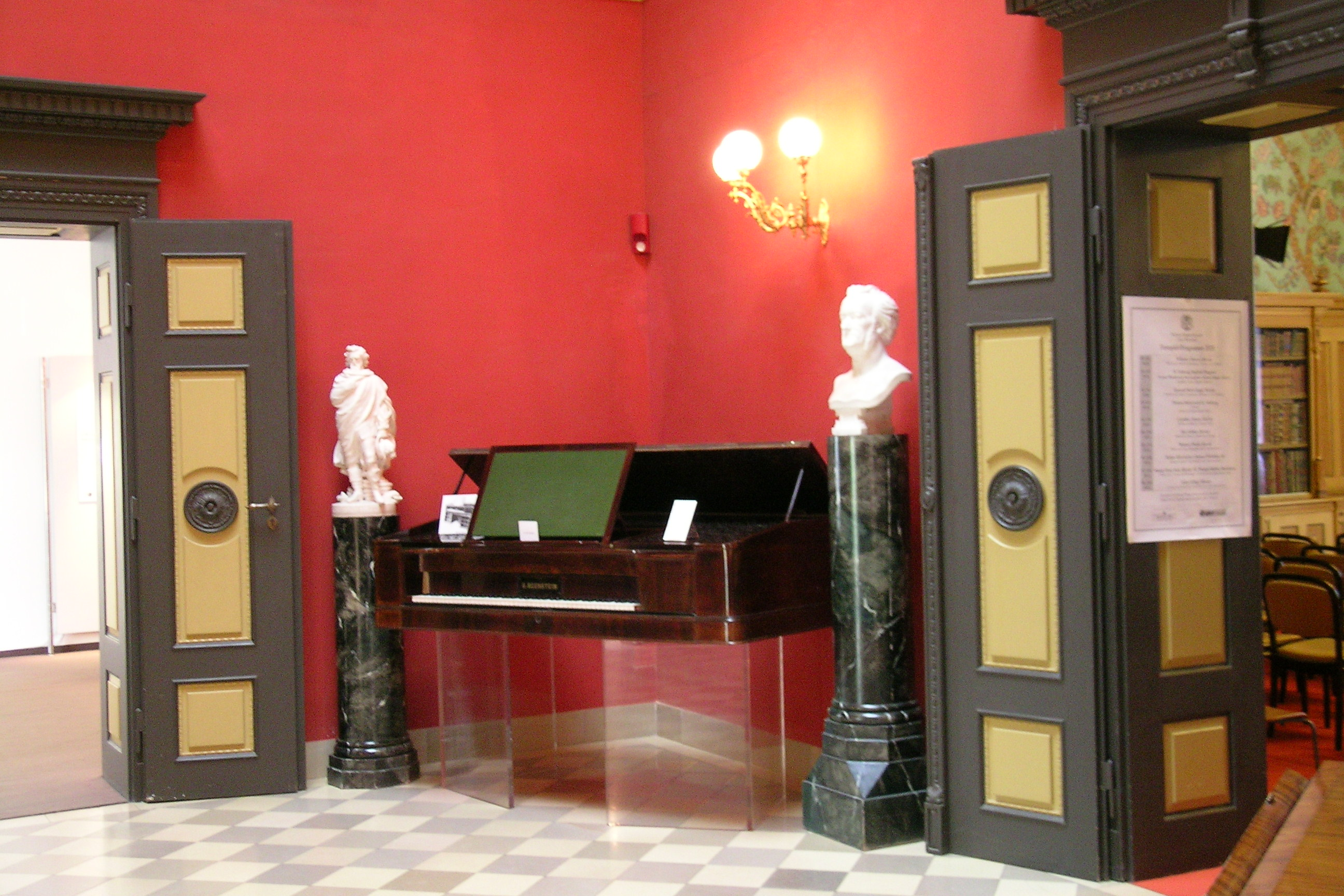

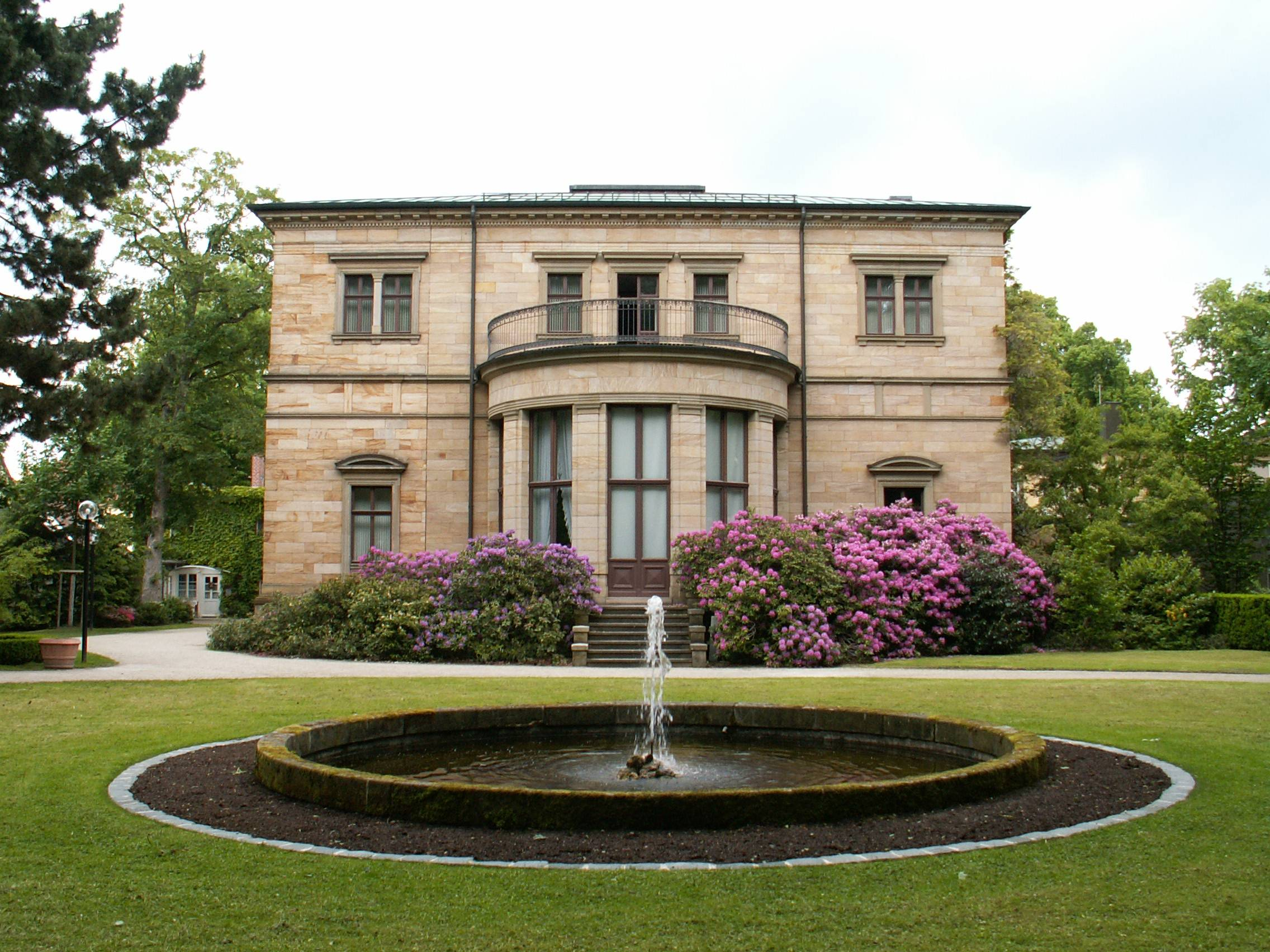

Wahnfried es la villa donde residía el compositor Richard Wagner y su familia en la ciudad de Bayreuth junto al teatro de ópera del Festival de Bayreuth. El nombre une las palabras Wahn (locura) y Friede (paz).
La casa de Richard Wagner, Wahnfried, se construyó en la ciudad entre 1872 y 1874 sobre planos del arquitecto berlinés Wilhelm Neumann y gracias al patrocinio del rey Luis II de Baviera. Desde 1976 se ha convertido en un museo wagneriano. 
En el frontispicio está inscrita la frase del compositor «Hier wo mein Wähnen Frieden fand – Wahnfried – sei dieses Haus von mir benannt» («Aquí [es] donde mi locura halla paz —en Wahnfried— [así] será llamada esta casa por mí»).
En el jardín se hallan las tumbas de Richard Wagner y Cósima Liszt, su mujer.